# RSKテレビ
RSKテレビ（アールエスケーテレビ）は、RSK山陽放送の地上基幹放送の1つで、テレビジョン放送部門を指す。単にRSKとも称す。ネットワークはTBSテレビ（JNN）系列のフルネット局。コールサインはJOYR-DTV（岡山 21ch）、リモコンキーIDはキー局のTBSテレビと同じ「6」。
RSK山陽放送の放送のうちテレビは岡山・香川両県を放送対象地域とする県域局であるが、ラジオは岡山県のみを放送対象地域とする県域局である。
RSK山陽放送の会社情報についてはRSK山陽放送を、ラジオについてはRSKラジオをそれぞれ参照。

## 概要

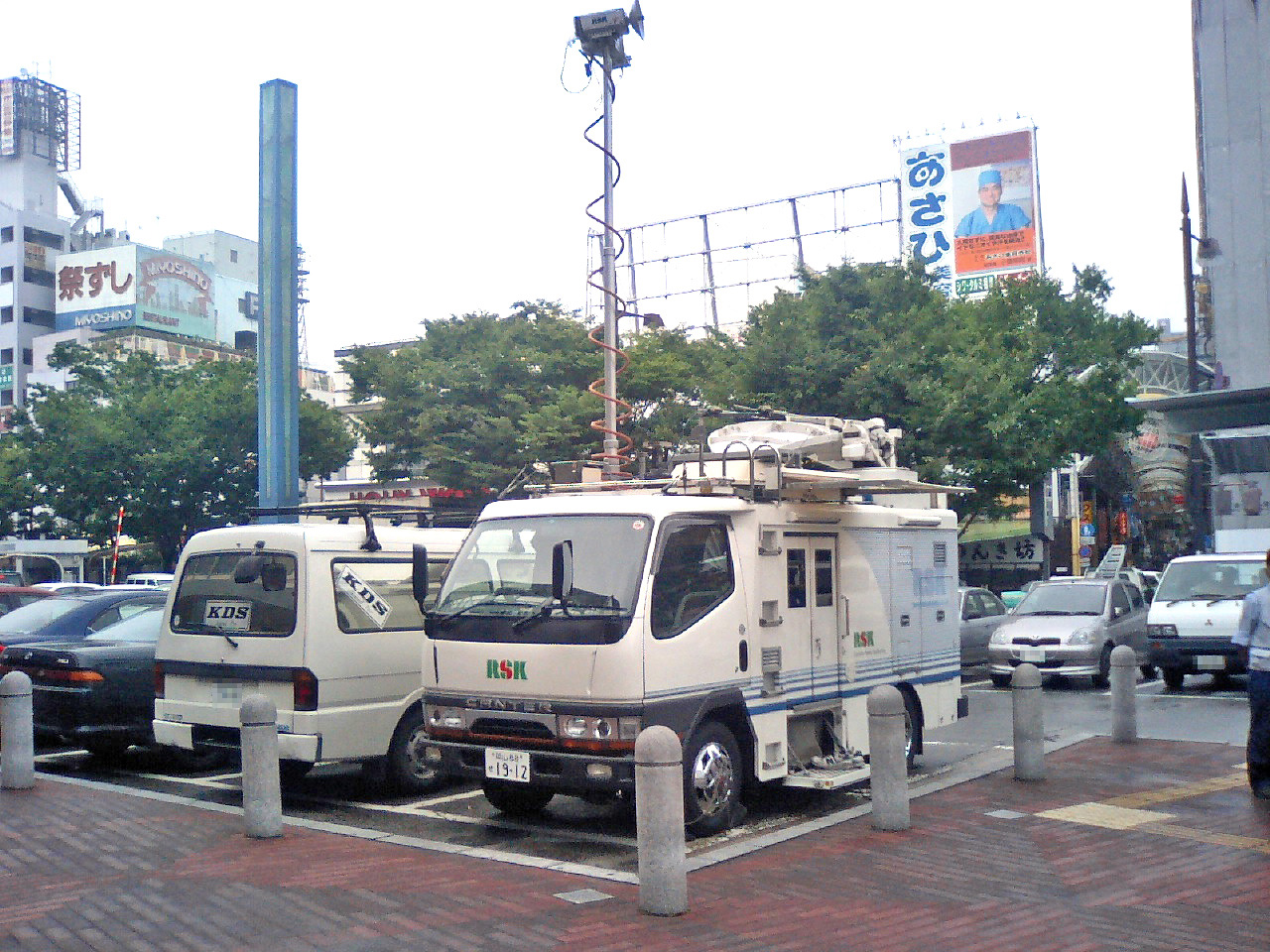
RSK山陽放送のSNG中継車（三菱ふそう・キャンター）
JR岡山駅にて 2007年8月3日撮影

テレビ放送は開局当初日本テレビとラジオ東京テレビ（現在のTBSテレビ）のクロスネットだったが、その後、1958年（昭和33年）8月中旬に東京・福岡間のマイクロ回線が1回線から2回線になったのを機に、日本テレビがRSK山陽放送をラジオ東京テレビのネット局とみなし、1959年（昭和34年）10月までにネット番組をすべて引き上げて、KRT系（TBS系列には発足当初から加盟）の単独ネットとなった。
民間放送教育協会には西日本放送との関係上加盟しなかった。
その後、岡山県・香川両県の民放テレビ放送の相互乗り入れ放送開始に伴い、香川県内にも中継局設置を開始した。
2009年（平成21年）から2022年（令和4年）までJリーグ・ファジアーノ岡山ホームゲームのスカパー!向け中継（2009年（平成21年） - 2016年（平成28年））→DAZN向け配信（2017年（平成29年） - 2022年（令和4年））の制作を担当していた（一部試合はRSKテレビでも同時放送）。かつてはなでしこリーグ・岡山湯郷Belleのリーグ戦ホームゲームのスカパー!・BSフジ向け中継の制作 も担当していた。
新聞やテレビ情報誌などの表記は開局以来、長年にわたって「山陽テレビ」（または「山陽」）と表記されていたが、2012年（平成24年）9月12日から「RSKテレビ」（または「RSK」）の表記に変更されている。

## 沿革

### テレビネットワークの移り変わり
- 1958年（昭和33年）6月1日 - 岡山県でテレビ放送開始（岡山県第1局）。日本テレビ・ラジオ東京テレビ（現・TBSテレビ）とネットを組む。
- 1959年（昭和34年）3月1日 - 日本教育テレビ（NETテレビ、現・テレビ朝日）やこの日開局したフジテレビジョンともネットを組む。
- 1959年（昭和34年）8月1日 - JNNに加盟。
- 1959年（昭和34年）10月29日 - 日本テレビ系列の番組が、中四国ブロックネット番組やスポンサーの事情、個別の番組販売扱い、全国高等学校サッカー選手権大会（日本テレビに放送権が移行した1971年から1984年まで）、『ゆく年くる年』が日本テレビ制作となった年度などの一部の例外を除き、放送を終了する。ただし、フジテレビ系列・NET系列の番組のネットは継続。
- 1969年（昭和44年）4月1日 - 岡山放送（開局時の愛称はテレビ岡山）の開局（岡山県第2局）にともない、フジテレビ系列・NET系列の番組の放送を終了し[注釈 5]、TBS系列フルネット局となる。
- 1975年（昭和45年）3月31日 - JNNの準キー局が腸捻転解消により朝日放送（現・朝日放送テレビ）から毎日放送に変更。岡山放送とネット交換。
- 1979年（昭和54年）4月1日 - 岡山県・香川両県の民放テレビ放送の相互乗り入れ放送実施にともない、香川県でTBS系列のフルネット放送開始。
- 1985年（昭和60年）10月1日- テレビせとうちの開局にともない、番組販売という形で放送されたテレビ東京系列の番組の放送を終了する。

## 主なチャンネル

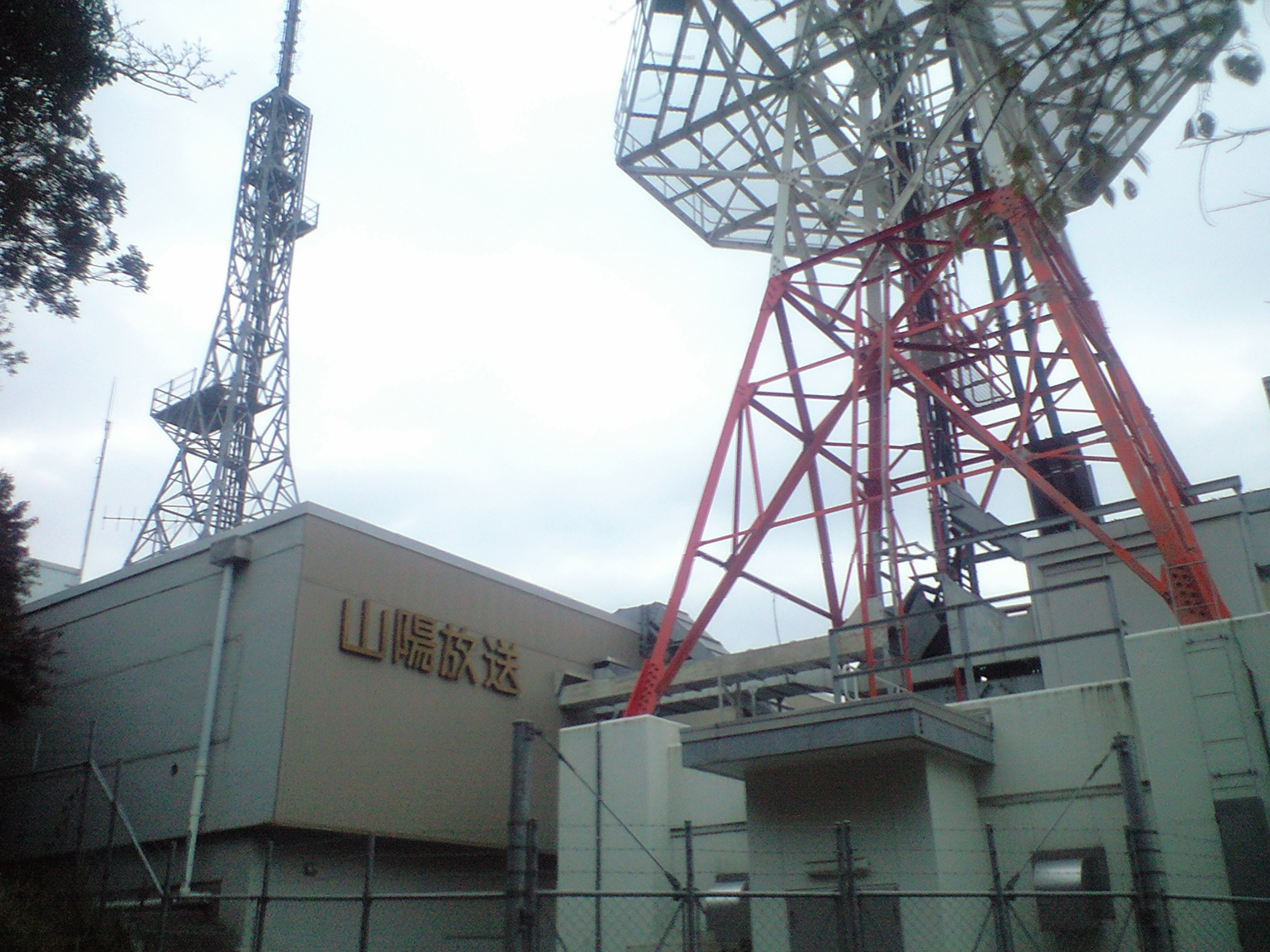
金甲山送信所

1979年4月の瀬戸内準広域圏確立後は中継局を増やしたりしているが、完全移行した現在でも難視聴が100%解消されているわけではない。これは他の4局でも同じことが言える。

### デジタルテレビ放送
| RSK岡山デジタルテレビジョン放送局                       | RSK岡山デジタルテレビジョン放送局 | RSK岡山デジタルテレビジョン放送局 | RSK岡山デジタルテレビジョン放送局             |
| ------------------------------------------------------- | --------------------------------- | --------------------------------- | --------------------------------------------- |
| 呼出符号                                                | 呼出符号                          | 呼出符号                          | JOYR-DTV                                      |
| 呼出名称                                                | 呼出名称                          | 呼出名称                          | RSKおかやまデジタルテレビジョン               |
| リモコンキーID                                          | リモコンキーID                    | リモコンキーID                    | 6ch                                           |
| 21ch                                                    | 周波数                            | 周波数                            | 521.142857MHz                                 |
| 21ch                                                    | 電力                              | 空中線                            | 2kW                                           |
| 21ch                                                    | 電力                              | 実効輻射                          | 23 kW                                         |
| 21ch                                                    | 所在地                            | 所在地                            | 岡山県岡山市南区郡字甲ノ峯2515番3号（金甲山） |
| ※送信用アンテナは西日本放送テレビ・テレビせとうちと共用 |                                   |                                   |                                               |

#### リモコンキーID

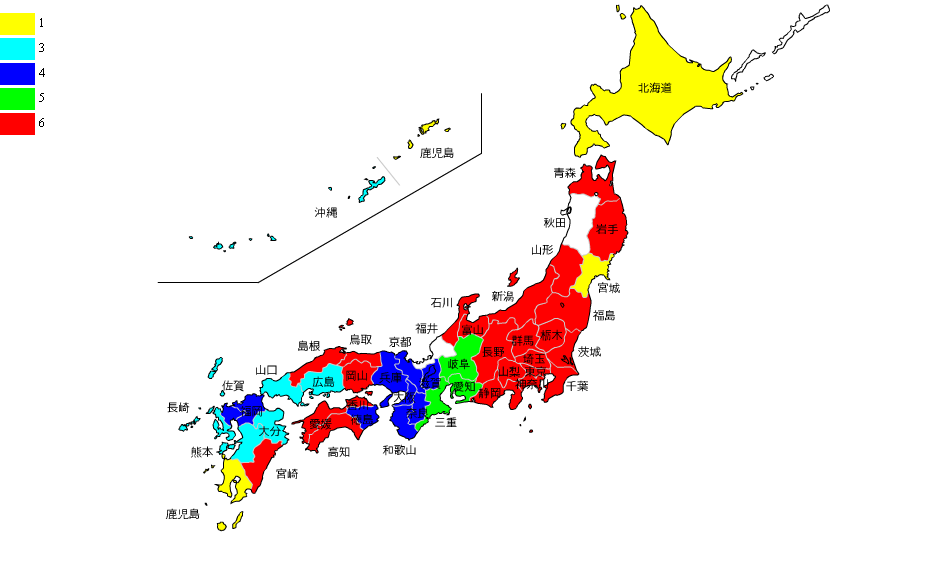
JNN系列のリモコンキーID地図

- リモコンキーIDはTBSテレビ・IBC岩手放送・北陸放送（MRO）のアナログ親局及びリモコンキーIDと同じ「6」が割り当てられている。
- 「6」が使われていない広島県と徳島県で本局を受信する場合は枝番号が付かず、そのまま6chに設定される。
- 兵庫県では朝日放送テレビ、鳥取県・島根県では山陰放送（BSS）、愛媛県ではあいテレビ（itv）、高知県はテレビ高知（KUTV）がそれぞれ「6」を使うため枝番号が付き、本局がアナログ親局で使用していた「11」等の空きポジションに設定される。
  - 本局がアナログ親局11chだったため、岡山県・香川県のCATV自主放送のリモコンキーIDは全局「12」（井原放送は岡山県側のみ「12」で、広島県側は「11」）となった。

#### 中継局
ch番号の前にVが付いた中継局は垂直偏波。
岡山県
- 備前 19ch 0.3W（笹尾山）
- 津山 19ch 50W（黒沢山）
- 新見 21ch 3W（鳶が巣山）
- 笠岡 V21ch 30W（塚の丸山）
- 高梁 19ch 1W（愛宕山）
- 久世 43ch 1W（笹向山）
- 湯原 43ch 0.3W（大沼山）
- 美作 46ch 0.3W（塩垂山）
- 美作加茂 43ch 0.3W（青生山）
- 井原 19ch 0.3W（城山）
- 和気 19ch 1W（城山）
- 蒜山 21ch 3W（高張山）
- 北房 46ch 1W（飯ノ山）
- 備前瀬戸 46ch 1W（鉄砲山）
- 真備 19ch 0.3W（箭田山）
- 賀陽 19ch 0.3W（聖坊山）
- 有漢 19ch 0.3W（権現山）
- 東井原 19ch 0.3W（高月山）
- 長船 47ch 0.3W（堂王山）
- 中国勝山 21ch 0.3W（太鼓山）
- 西井原 19ch 0.3W
- 足守大井 19ch 0.1W（カシ山）
- 牛窓 46ch 0.1W（鹿歩山）
- 山陽 46ch 1W（善応寺山）
- 中和 19ch 0.1W
- 建部南 48ch 0.3W
- 日生 21ch 0.1W（楯越山）
- 備前伊里 38ch 0.1W
- 久米南 46ch 0.3W（小丸山）
- 周匝（すさい） 19ch 0.3W（茶臼山）
- 備前塩田 39ch 0.01W
- 建部地域 19ch 0.3W（中山）
- 玉野和田 48ch 0.3W（神登山）

- 矢掛南 19ch 0.3W
- 御津地域 19ch 0.3W（妙見山）
- 鴨方 V19ch 0.3W
- 神根 38ch 0.01W
- 吉永高田 43ch 0.01W
- 久米南神目 44ch 0.3W（西畑山）
- 虫明 V46ch 0.1W（城山）

唯一の地上デジタル放送新局
- 加茂市場 24ch 0.3W（横路山）
- 英田 38ch 0.05W
- 備前佐伯 19ch 0.3W
- 児島 21ch 0.3W（神道山）
- 高梁巨瀬 36ch 0.3W
- 成羽 43ch 0.1W
- 高梁木野山 19ch 0.3W
- 足守福谷 19ch 0.1W
- 加茂川 49ch 0.1W
- 御津国ヶ原 19ch 0.05W
- 作東吉野 34ch 0.3W（菩提山）
- 和気日笠 V19ch 0.1W
- 水島 V19ch 1W
- 矢掛西 V19ch 1W
- 矢掛東 V19ch 0.3W（茶臼山）
- 木見 19ch 0.3W（天満山）
- 総社 19ch 1W（伊與部山）
- 落合河内 21ch 0.3W（要害山）
- 勝田真加部 24ch 1W
- 作東江見 24ch 0.3W（ゴロウ山）
- 哲西 31ch 3W（雨請山）
- 落合美川 48ch 0.3W（鹿ノ峰）
- 岡山津島 31ch 0.3W

アナログ放送の岡山北中継局が設置されていた烏山に立地
香川県
- 高松 21ch 500W（前田山）

香川県の地上デジタルテレビ放送基幹局
施設は西日本放送テレビ・岡山放送・テレビせとうちと共用。
- 西讃岐 21ch 100W（大麻山）
- 小豆島 21ch 30W（向山）
- 白鳥 21ch 1W（高平山）
- 仁尾 21ch 1W
- 坂出東 43ch 1W（雄山）
- 土庄 43ch 1W（与九郎谷山）
- 国分寺 38ch 0.3W（兎子山）
- 綾上 43ch 0.3W（鷹の巣山）
- 詫間 19ch 0.1W（木ノ峰山）

### アナログテレビ放送
2011年7月24日停波時点
| 山陽放送岡山標準テレビジョン放送局                                                    | 山陽放送岡山標準テレビジョン放送局 | 山陽放送岡山標準テレビジョン放送局 | 山陽放送岡山標準テレビジョン放送局           | 山陽放送岡山標準テレビジョン放送局           |
| ------------------------------------------------------------------------------------- | ---------------------------------- | ---------------------------------- | -------------------------------------------- | -------------------------------------------- |
| 呼出符号                                                                              | 呼出符号                           | 呼出符号                           | JOYR-TV                                      | JOYR-TV                                      |
| 呼出名称                                                                              | 呼出名称                           | 呼出名称                           | さんようほうそうおかやまテレビジョン         | さんようほうそうおかやまテレビジョン         |
| 11ch                                                                                  | 中心周波数                         | 中心周波数                         | 213 MHz                                      | 213 MHz                                      |
| 11ch                                                                                  |                                    |                                    | 映像                                         | 音声                                         |
| 11ch                                                                                  | 周波数                             | 周波数                             | 211.25 MHz                                   | 215.75 MHz                                   |
| 11ch                                                                                  | 電力                               | 空中線                             | 10 kW                                        | 2.5 kW                                       |
| 11ch                                                                                  | 電力                               | 実効輻射                           | 60 kW                                        | 15 kW                                        |
| 11ch                                                                                  | 所在地                             | 所在地                             | 岡山県岡山市南区郡字甲の峰2515番地（金甲山） | 岡山県岡山市南区郡字甲の峰2515番地（金甲山） |
| ※送信鉄塔は西日本放送テレビ・テレビせとうちと、送信アンテナは西日本放送とそれぞれ共用 |                                    |                                    |                                              |                                              |

※JNN系列局では信越放送（SBC）、静岡放送（SBS）、熊本放送（RKK）もアナログ親局は本局と同じ11chである。4局に共通して中継局はTBSテレビ・IBC岩手放送・北陸放送（MRO）の親局と同じ6chを使うのが複数存在する。

#### 主な中継局
ch番号の前にVが付いた中継局は垂直偏波。
岡山県
- 笠岡 V6ch 100W（塚の丸山）
- 新見 6ch 10W（蔦ヶ巣山）
- 久世 6ch 10W（笹向山）
- 美作 V6ch 0.1W（塩垂山）
- 津山 7ch 75W（黒沢山）
- 高梁 7ch 10W（鶏足山）
- 児島 V7ch 10W（神道山）
- 蒜山 V8ch 10W（高張山）
- 和気 12ch 3W（和気富士）
- 奥津大釣 12ch 3W（大釣山）
- 玉島 29ch 3W（野呂山）
- 総社 38ch 10W（伊予部山）
- 哲西 42ch 30W（雨請山）
- 津山南 47ch 3W（神南備山）
- 岡山東 49ch 3W
- 岡山北 57ch 10W（烏山）
- 山陽 58ch 10W（善応寺山）
- 井原 61ch 3W（城山）
- 備前 61ch 3W（笹尾山）
- 水島 V62ch 10W
- 備前瀬戸 62ch 10W（鉄砲山）

香川県
- 高松 29ch 5 kW（前田山）
- 西讃岐 48ch 3 kW（大麻山）
- 小豆島 49ch 300W（向山）
- 白鳥 48ch 10W
- 坂出西 22ch 10W
- 坂出東 14ch 10W
- 国分寺 59ch 3W
- 志度 62ch 10W
- 綾上 58ch 3W
- 仁尾 56ch 3W
- 土庄 49ch 10W
- 詫間 62ch 1W
- 小豆島池田 62ch 3W

比較的受信エリアは広く、広島県東部（福山市・尾道市等）や愛媛県東予（新居浜市等）、兵庫県南西部（姫路市・神戸市西区等）、鳥取県、高知県のごく一部、さらにはJNN系列局のない徳島県北部（徳島市・三好市等）でも受信できる。

## ケーブルテレビ再送信局
以下のケーブルテレビではテレビが区域外再放送されている。
徳島県
- 池田ケーブルネットワーク（阿波池田ネット）※アナログ・デジタルとも再送信

愛媛県
- 上島町CATV〔魚島支局〕

後発系列のあいテレビの難視聴対策のためで、あいテレビ共々配信。

## 現在放送中の番組
※都合により、放送時間は変更される場合がある。

### 自社制作
- 太字はネット配信「TVer」「TBS FREE」対応番組（放送日翌日正午更新）

| 番組名                                    | 放送曜日・時間 | 備考                                |
| ----------------------------------------- | --- | ----------------------------------- |
| もっと、ずっとRSK                         | 随時放送 | [ 注釈 7 ]                          |
| オールナイトウェザー                      | 放送終了後（局名告知）から放送開始（局名告知）まで                                                                 |                                     |
| 情報プラス                                | 月曜 - 木曜 11:20 - 11:25                                                                                          |                                     |
| 金曜ライブ いまドキッ!                    | 金曜 15:49 - 17:50                                                                                                 |                                     |
| RSKイブニングニュース                     | 月曜 - 金曜 18:15 - 18:50 土曜 17:15 - 17:30                                                                       | [ 注釈 8 ]                          |
| 笑味ちゃん天気予報                        | 月曜 - 金曜 18:50 - 19:00                                                                                          |                                     |
| VOICE de GO!                              | 水曜 19:00 - 20:00 【再放送】水曜 1:25 - 2:25（火曜深夜）                                                          |                                     |
| RSK地域スペシャル メッセージ              | 毎月最終水曜 20:00 - 20:57 【再放送】月曜 1:50 - 2:45（日曜深夜）                                                  |                                     |
| 天気予報                                  | 水曜 22:57 - 23:00 土曜 1:05 - 1:10（金曜深夜） 土曜 23:24 - 23:30 日曜 9:54 - 10:00・11:40 - 11:45・22:54 - 23:00 |                                     |
| RSKニュース                               | 土曜・日曜 21:54 - 22:00                                                                                           |                                     |
| ユタンポ                                  | 土曜 0:43 - 1:13（金曜深夜）                                                                                       |                                     |
| KICK OFF! OKAYAMA・KAGAWA                 | 土曜 7:00 - 7:30                                                                                                   |                                     |
| RSKエリアトピックス                       | 土曜 時間不定 | [ 注釈 9 ]                          |
| SUNDAYスマイルGOLF                        | 日曜 6:15 - 6:30 【再放送】日曜 1:28 - 1:43（土曜深夜）                                                            |                                     |
| 石田好伸の就活おたすけマン 情熱リーダーズ | 日曜 6:30 - 6:45 【再放送】日曜 1:43 - 1:58（土曜深夜）                                                            |                                     |
| 晴れの国生き活きテレビ                    | 日曜 11:25 - 11:30                                                                                                 | [ 注釈 10 ]                         |
| おかやまマラソン おかやまマラソン関連番組 | 毎年11月中旬日曜 10時 - 11時台など 大会当日または開催後の平日深夜など                                              | [ 注釈 11 ]                         |
| 山陽女子ロードレース                      | 毎年12月中旬 - 下旬日曜 10時 - 11時台                                                                              | [ 注釈 12 ] [ 注釈 13 ] [ 注釈 14 ] |

### TBS系列ネット番組
- ゴールデン・プライムのスポンサードネット番組、全日帯もJNN全局ネット番組を除く。
- 太字は同時ネットの番組。

#### TBSテレビ制作
| 番組名                                  | 放送曜日・時間               | 備考                    |
| --------------------------------------- | ---------------------------- | ----------------------- |
| THE TIME'                               | 月曜 - 金曜 5:00 - 5:20      |                         |
| ひるおび・午前                          | 月曜 - 金曜 10:25 - 11:20    | [ 注釈 15 ]             |
| Nスタ                                   | 月曜 - 木曜 15:49 - 17:50    | [ 注釈 16 ]             |
| 週刊さんまとマツコ                      | 水曜 0:55 - 1:25（火曜深夜） |                         |
| よるのブランチ                          | 水曜 23:56 - 翌0:55          |                         |
| ひらめけ!うんぴょこちゃんねる           | 木曜 1:55 - 1:25（水曜深夜） |                         |
| 神椿市建設中。                          | 木曜 23:56 - 翌0:25          |                         |
| 有田哲平とコスられない街                | 金曜 0:56 - 1:25（木曜深夜） |                         |
| バース・デイ                            | 土曜 1:23 - 1:53（金曜深夜） |                         |
| 王様のブランチ                          | 土曜 9:30 - 14:00            | [ 注釈 17 ] [ 注釈 18 ] |
| THEオファー                             | 日曜 0:28 - 0:58（土曜深夜） |                         |
| 有吉ジャポンII ジロジロ有吉             | 日曜 0:58 - 1:28（土曜深夜） |                         |
| サンデージャポン                        | 日曜 10:00 - 11:25           | [ 注釈 19 ]             |
| 世界くらべてみたら                      | 不定期放送                   | [ 注釈 20 ]             |
| 巷のウワサ大検証!それって実際どうなの会 | 不定期放送                   | [ 注釈 20 ]             |
| ニノなのに                              | 不定期放送                   | [ 注釈 20 ]             |

#### 毎日放送制作
| 番組名                                          | 放送曜日・時間               | 備考        |
| ----------------------------------------------- | ---------------------------- | ----------- |
| かまいたちの知らんけど                          | 月曜 23:56 - 翌0:55          |             |
| ごぶごぶ                                        | 火曜 23:56 - 翌0:55          | [ 注釈 21 ] |
| バレエ男子!                                     | 木曜 0:55 - 1:25（水曜深夜） |             |
| あやしいパートナー                              | 木曜 1:25 - 1:55（水曜深夜） |             |
| 【スーパーアニメイズム】ダンダダン（シーズン2） | 金曜 0:26 - 0:55（木曜深夜） |             |
| 皇室アルバム                                    | 土曜 5:15 - 5:30             | [ 注釈 22 ] |
| 西乃風ブラン堂                                  | 日曜 5:30 - 6:00             |             |
| よしもと新喜劇                                  | 日曜 13:00 - 14:00           | [ 注釈 23 ] |
| 痛快!明石家電視台                               | 不定期放送                   |             |

#### その他系列局制作
| 番組名                           | 放送曜日・時間                         | 制作局     | 備考        |
| -------------------------------- | -------------------------------------- | ---------- | ----------- |
| ゴゴスマ -GO GO!Smile!-          | 月曜 - 金曜 13:55 - 15:49              | CBCテレビ  | [ 注釈 24 ] |
| アインシュタインの出没!ひな壇団  | 不定期水曜 1:25 - 2:25（火曜深夜）など | 中国放送   | [ 注釈 25 ] |
| 歩道・車道バラエティ 道との遭遇  | 金曜 1:25 - 1:55（木曜深夜）           | CBCテレビ  |             |
| ヒロシのぼっちキャンプ           | 土曜 1:23 - 1:53（金曜深夜）           | BS-TBS     |             |
| ジンギス談!                      | 月曜 0:50 - 1:20（日曜深夜）           | 北海道放送 |             |
| サンド伊達のコロッケあがってます | 不定期放送                             | BS-TBS     | [ 注釈 26 ] |

### 系列局外番組

#### 番販制作
| 番組名                            | 放送時間                     | 幹事局（または制作会社） | 備考        |
| --------------------------------- | ---------------------------- | ------------------------ | ----------- |
| かがやけ! ミラクルボーイズ        | 日曜 1:28 - 1:58（土曜深夜） | テレビ神奈川             |             |
| 鉄路の旅 始発駅から終着駅まで     | 不定期放送                   | 鉄道チャンネル           | [ 注釈 27 ] |
| 湯めぐり鉄道〜温泉といやしの旅〜  | 不定期放送                   | 鉄道チャンネル           |             |
| 列車紀行 美しき日本               | 不定期放送                   | 鉄道チャンネル           |             |
| テリー伊藤のTOKYOひとり暮らし娘 2 | 不定期放送                   | ひかりTV                 |             |
| 世界!感じる旅へ                   | 不定期放送                   | BS12 トゥエルビ          |             |